# Флип-флап
Флип флап (также флип-флоп, англ. flip flap или solar toy) — декоративная игрушка, работающая на солнечной энергии.

## История
Игрушка возникла в Японии. Первым представителем этого семейства игрушек стал «танцующий цветочек»: цветочек в маленьком горшочке шевелил лепесточками и бутоном, "танцуя". Со временем их стали делать не только в виде цветочка, но и в виде телевизионных персонажей, например кибер-кот Дораэмон и Hello Kitty.
Из-за повышенного спроса производство игрушек Флип флап было перемещено в Китай. Китайские производители стали воплощать в игрушках Флип флап не только японские образы, но и свои национальные. Например своё воплощение в игрушках флип-флап нашли Дети удачи — талисманы XXIX летних Олимпийских игр.
На данный момент существует множество разновидностей этих игрушек. Они сильно отличаются внешне. Их механизм работы сильно усложнился, но общие принцип работы на солнечной энергии остался прежним.

## Принцип работы
У всех игрушек флип-флап один и тот же принцип работы. В нижнюю часть корпуса вмонтирована маленькая катушка, подключенная к солнечной батарейке. В верхнюю часть корпуса ставится маленький маятник с магнитом в нижней части. Верхняя часть маятника чаще всего крепится к частям тела игрушки. Катушка, получая электрический заряд от солнечной батарейки заставляет колебаться маятник. Таким образом приводится в движение части тела игрушки флип-флап. Например у игрушки начинает двигаться голова или ручки. 